# Vivien Gilbert
Vivien Gilbert (* 15. September 1999) ist eine deutsche Synchronsprecherin.

## Biografie
Gilbert kam in Deutschland zur Welt und wuchs zweisprachig (mit Deutsch/Englisch) auf. Sie ist die jüngere Schwester von Emily Gilbert. Sie hatte bisher über 30 verschiedene Synchronrollen. Sie lieh z. B. Bianca in der Serie Henry Danger, oder Jinora in der Serie Die Legende von Korra ihre Stimme. In dem 3D-Animationsfilm Kleiner starker Panda (2012) übernahm sie die Rolle der ChiChi; sie sprach die Freundin des schlauen Pandas Manchu, wobei sie Jessica Straus ihre Stimme lieh.  In der 5. Staffel der Serie Breaking Bad sprach sie die Rolle der Kiira.

## Synchronrollen (Auswahl)

### Filme
- 2011: Joey King als Molly in Crazy, Stupid, Love.
- 2011: Joey King als Kirsten in World Invasion: Battle Los Angeles
- 2013: Joey King als Mädchen im Rollstuhl / Porzellanmädchen in Die fantastische Welt von Oz
- 2015: Kaitlyn Dias als Riley in Alles steht Kopf
- 2015: Anna Lemarchand als Emma Leroy in Mama gegen Papa – Wer hier verliert, gewinnt

### Serien
- 2010–2015: Kiernan Shipka als Sally Draper (2. Stimme) in Mad Men
- 2011–2021: Emma Kenney als Debbie Gallagher in Shameless
- 2012–2014: Kiernan Shipka als Jinora in Die Legende von Korra
- 2012–2014: Mackenzie Aladjem als Fiona Peyton (1. Stimme) in Nurse Jackie
- 2014–2020: Maeve Tomalty als Bianca in Henry Danger
- 2017: Kiernan Shipka als B.D Merrill in Feud – Die Feindschaft zwischen Bette und Joan
- 2017: Isabel May als Veronica Duncan in Young Sheldon
- 2018: Lost in Space – Verschollen zwischen fremden Welten als Penny Robinson
- 2019: Krieg der Welten als Sophie Durand